# Българо-унгарски войни
Българско-унгарските войни са поредица от въоръжени конфликти между България и Унгария. Зоните на породилите се междуособици и произтичащите сражения включват Северните и Западните Балкани, по-точно днешна Северозападна Сърбия, Войводина, Банат, Румъния и Северна България.

## Унгарските завоевания от 894 – 896 г.
Когато унгарците нахлуват в Панония за първи път пред 862 г. поканват съюзника си – моравския предводител Ростислав. На следващата година Людовик – крал на източна Франция – отвръща като създава съюз с българите, чийто цар – Борис I, изпраща войски, за да помогнат при подчиняването на Ростислав. Това е конфликт в региона на Дунава, който продължава 25 години: унгарци (маджари) и моравци срещу българи и франки. Унгарските завоевания са един от факторите, разстроили военния баланс. Преди въпросните завоевания, през 881 г., Святополк получава подкрепа от унгарците и напредва към Виена. Две години по-късно Святополк претърпява съкрушително поражение от българите. През 892 г. Святополк още веднъж отказва да се съобрази с франките като все още разчита на унгарските си съюзници, но също и на отмъщението си към българите.
Ситуацията придобива решаващ развой през септември 892 г., когато Владимир Расате осведомява Арнулф Каринтийски, че франките повече не могат да разчитат на неговата войска в Карпатите. Франкската делегация отива още и при престолонаследника Симеон I. Неотдавнашният византийски заложник впоследствие се приготвя за война.
 Впоследствие Симеон търси помощ от печенегите, живеещи източно от унгарците в Причерноморските степи.
В същата тази 894 г. унгарците напредват в областта на Карпатите и Панония, за да помогнат на Святополк срещу франските съюзници на българите. Когато научили за смъртта на Святополк унгарците се оттеглят, макар както изглежда само до района на горна Тиса. През пролетта на 895 Арпад заедно с армията си тръгва нататък и въпреки няколкото схватки в Панонското поле прекратява управлението на българите там. Бързо сключили мир с византийците, българите се концентрират, за да победят унгарците на Лиюнтика.
В кървавата битка при Южен Буг българите, водени от Симеон I и баща му Борис I, който по това време е монах, с помощта на печенегите безпрекословно побеждават унгарците и ги прогонват на Запад в Панония. Унгарците отнемат българските територии по среден Дунав и се заселват там окончателно. Скоро след тази победа Симеон преустановява преговорите с византийците и през лятото на 896 г. византийската армия е разбита при Булгарофигон.

## Конфликти през 10 век
През 913 г. Симеон провежда първата от няколко кампании, чрез които съумява да превземе повечето византийски владения на Балканския полуостров; шест години по-късно той се провъзгласява за „цар и самодържец на българи и ромеи“. За да завладеят остатъка от Трансилвания, както и региона между Марос, Тиса и Дунав, унгарците трябва да станат съюзници с печенегите и да се обърнат срещу българите. Но последвалите пагубни последици от съюза между българите и печенегите от 895 г. оставя горчив спомен у маджарите. Докато печенегите остават враждебно настроени, унгарците няма как да провокират Симеон чрез нахлуване в земите му на север от Карпатите и Дунава.

## Войната от 1003 г.
След падането на българската столица Преслав през 971 г. Българската и Византийската империи се оказват впримчени в състояние на постоянна война. Византийско-българският конфликт достига своя връх през 1003 г., когато унгарците се намесват. По това време управителят на северозападните български земи е войводата Ахтум, внук на войводата Глад, който е победен от унгарците през 30-те години на 10 век. Ахтум командва силна войска и неостъпчиво защитава северозападните граници на царството. Построява също много църкви и манастири, чрез които разпространява източноправославието и българската култура в Трансилвания.
Макар че бракът между престолонаследника Гаврил Радомир и дъщерята на унгарския цар да установява приятелски отношения между двете най-силни държави в Дунавския регион, взаимоотношенията се влошават след смъртта на Геза. Българите подкрепят Гуила и Копани като владетели вместо сина на Геза – Стефан I. В резултат на междуособиците бракът между Гавраил Радомир и унгарската принцеса е разтурен. Впоследствие унгарците нападат Ахтум, който подкрепял претендентите за унгарския трон. Крал Стефан I убеждава Ханадин – дясната ръка на Ахтум – да му помогне с атаката. Когато заговорът се разкрива Ханадин отпътува и се присъединява към унгарските редици. По същото време силна византийска армия обсажда Видин (Бъдин), седалището на Ахтум. Въпреки че за успешната защита на твърдината са нужни множество воини, Ахтум е зает с войната на север. След няколко месеца той умира в битка, в която неговите войски са сразени от унгарците. Като резултат от войната българското влияние на северозапад от Дунав трайно отслабва.

## Войната от 1195 г.
Унгарският крал Бела III, който е византийски съюзник и владее Ниш и западните български земи, след провала на българо-византийските мирни преговори в 1195 г. напада България с идеята да завладе западна Мизия. За войната са известни малко подробности. Знае се само, че българската войска разгромява напълно унгарската армия още в първите боеве, контраатакува и освобождава от унгарско владичество Ниш и цялото Поморавие, включително крепостите Враня, Равън, Лесковъц и др.
Българите достигат Прищина (тогава под сръбско управление), оттам атакуват на север и си връщат Белград, Браничево и Срем, разгромявайки напълно унгарците. Това е краят на войната с Унгария.
В резултат на тази война цар Асен I освобождава и присъединява към България значителни територии – западната българска граница вече минава непосредствено близо до Прищина, до р. Ибър, до горното течение на р. Сръбска Морава, и оттам – по долното течение на р. Дрина до Срем и Белград, които отново са български.

## Войната от 1202 – 1203 г.
През 1202 г. унгарският крал Имре (Емерих) напада България и превзема българскиите области Белград, Браничево и Ниш, като последната дава на своето сръбско протеже Вукан Неманич. Цар Калоян отвръща на нападението в 1203 г. и прогонва унгарците. Той връща на Стефан Неманич властта върху сръбското княжество, което усилва тежестта на България и намалява влиянието на маджарите в региона, отвоюва заедно с куманските си съюзници и местните българи Белградската и Браничевската области и възстановява българският суверенитет тук.

## Войната от 1232 г.
В 1227 – 1232 г. унгарските опити за покръстване на куманите и привличането им към своето кралство, използвайки за повод съюза на Иван Асен II с византийците, водят до българо-унгарски сблъсък при който в 1232 г. унгарците окупират западно Влашко – Олтения и създават от тази българска област Северинския банат, а Бела IV започва да се титлува „крал на Унгария, България и Кумания“.